# Muurhuizen 53
Het pand Muurhuizen 53 (ook wel Muurhuizenkerk of Trapkerkje genoemd) is een eenvoudige kerk in de Nederlandse stad Amersfoort. Het pand is oorspronkelijk gebouwd als woonhuis in de tweede helft van de 17e eeuw. Het gebouw is een rijksmonument. Het witgepleisterde gebouw met een hoge stoep is in gebruik door een Oud Gereformeerde Gemeente in Nederland en is gebouwd op de oorspronkelijke fundering van de Amersfoortse stadsmuur. In 1874 is het huis grotendeels vernieuwd en als kerk ingericht.
Tot de inventaris behoort een rond 1785 gebouwd kabinetorgel, gemaakt in ca. 1785 door de Amsterdamse orgelmaker Johannes Stephanus Strümphler, aangekocht van een particulier. Dit kabinetorgel stond eerder op een galerij, maar bevindt zich nu gelijkvloers met de rest van de kerkzaal. Het gebouw wordt nog steeds gebruikt voor kerkdiensten door de zeer traditionele gemeente. Men maakt nog gebruik van de psalmberijming van Petrus Datheen uit 1566. De gemeente telt circa 100 leden en heeft in haar geschiedenis drie predikanten gehad. Al snel na haar oprichting in 1874 kreeg de gemeente een eigen voorganger in de persoon van ds. D. B. van Smalen. De laatste predikant overleed in 1905. Sindsdien schaart de gemeente zich onder de leesdiensten. Slechts eens in de twee of drie jaar komt er een predikant een zondag naar de Muurhuizen. Op 4 januari 1966 is het gebouw aangewezen als Rijksmonument.
Het gedeelte onder de kerk is in gebruik als woonhuis. Een van de bekendste bewoners van dit huis van Jannetje van Dijkhuizen ook wel Jannetje van de Muurhuizen (1887-1956) genaamd. De vrouw, een begrip binnen bevindelijk gereformeerde kringen in Nederland is er geboren en overleden. Haar vader Geurt van Dijkhuizen was ouderling in de vrij gereformeerde gemeente die samen kwam in de kerk boven hun huis, door hen ook wel opperzaal genoemd. De gemeente sluit zich later aan bij de Oud Gereformeerde Gemeenten in Nederland. Daardoor werd de psalmberijming van 1773 vervangen door die van Datheen. De gemeente kon eraan wennen: als overgangsmaatregel werd besloten dat de oude berijming voorlopig eerst op het gezelschap dat op donderdagavond samenkwam, werd gezongen. Het hele leven van Jannetje bewoog zich rond het zogenaamde trapkerkje. Dáár ontving ze haar vrienden, daar ontmoette ze de predikanten die in het kerkje voorgingen, daar schreef ze haar vele, vele brieven en daar bezorgde de postbode haar vriendenpost. Jannetje nam een centrale plaats in het lokale kerkelijke leven in. Ds. Boone stuurde afspraken voor preekbeurten bijvoorbeeld niet naar de kerkenraad, maar naar haar. Als hij of ds. Fraanje aan de Muurhuizen voorgingen, werden vrienden uit het hele land uitgenodigd. Jannetje gaf geestelijk onderwijs en had een helder oordeel. In het deelnemen aan het Heilig Avondmaal was Jannetje terughoudend. Ruim zes jaar na haar bekering, nam ze voor het eerst deel aan dit sacrament.

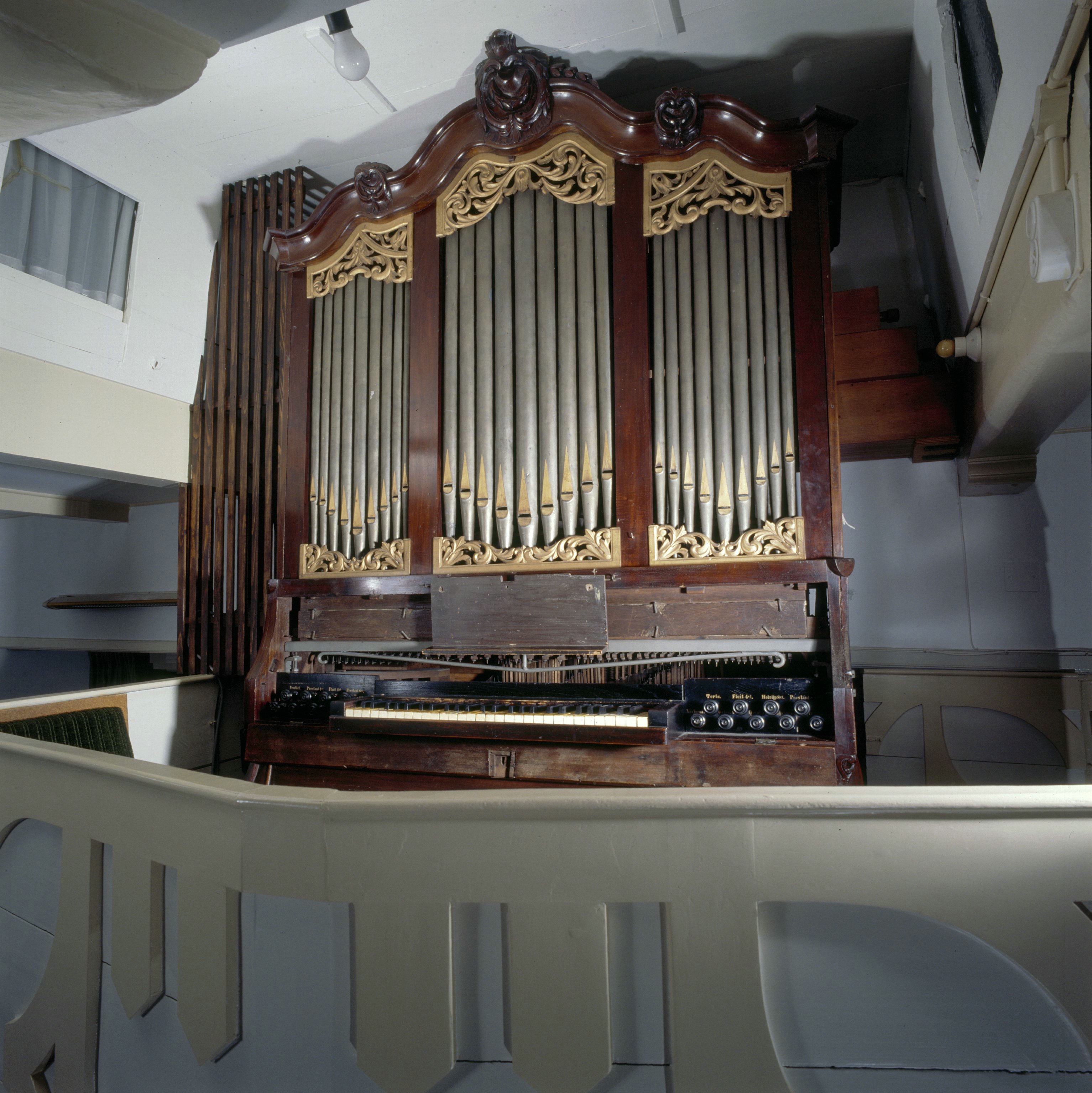
Het kabinetorgel, gemaakt in ca. 1785 door Johannes Stephanus Strümphler

De vriendenkring was tevens correspondentiekring. Jannetje had een netwerk van schrijvende mensen, vooral vrouwen. Ze schreef met de ouderlingen Hubertus Schreuders, Hendrik van Westerveld en Bart Roest, met vrouw Russcher uit Staphorst, Mientje Vrijdag, Annigje Grolleman en Christina van den Brink en met predikanten als D. van Leeuwen, C. Kramp, W.H. Blaak, Joh. van der Poel, B. Toes, H. Wiltink en E. du Marchie van Voorthuysen. Jannetje hield nauwkeurig aantekeningen bij over de indrukken die zij onder de preken van deze en andere voorgangers had. Op 3 augustus 1956 kwam er een einde aan haar leven. Vier dagen later werd zij bijgezet in het graf waarin haar ouders rustten, op de begraafplaats aan de Soesterweg. Ds. Du Marchie van Voorthuysen leidde de rouwsamenkomst in de Trapjeskerk. De staande grafzerk is, zoals de steen vermeldt, een geschenk van de gemeente.